# Cyperus flexuosus
Cyperus flexuosus är en halvgräsart som beskrevs av Vahl. Cyperus flexuosus ingår i släktet papyrusar, och familjen halvgräs. Inga underarter finns listade i Catalogue of Life.